# 충효로 (예천 영주)
충효로(Chunghyo-ro)는 경상북도 예천군 예천읍 지내교차로에서 경상북도 영주시 장수면까지를 잇는 도로이다.

## 주요 경유지
경상북도
- 예천군 (예천읍, 감천면) - 영주시 (장수면)

## 노선
| 이름                    | 접속 노선              | 소재지 | 소재지                                       | 비고                 |
| ----------------------- | ---------------------- | ------ | -------------------------------------------- | -------------------- |
| 지내 교차로             | 국도 제28호선 (경서로) | 예천군 | 예천읍                                       |                      |
| 신예천교                |                        | 예천군 | 예천읍                                       |                      |
| 남본 교차로             | 중앙로                 | 예천군 | 예천읍                                       | 지방도 제928호선구간 |
| 남산 교차로             | 양궁로                 | 예천군 | 예천읍                                       | 지방도 제928호선구간 |
| 동본사거리              | 보문로                 | 예천군 | 예천읍                                       | 지방도 제928호선구간 |
| 한천삼거리              | 효자로                 | 예천군 | 예천읍                                       | 지방도 제928호선구간 |
| 우계 교차로             |                        | 예천군 | 예천읍                                       | 지방도 제928호선구간 |
| 우계삼거리              | 도효자로               | 예천군 | 예천읍                                       | 지방도 제928호선구간 |
| 갈구 교차로             |                        | 예천군 | 예천읍                                       |                      |
| 덕율2 교차로            |                        | 예천군 | 감천면                                       |                      |
| 덕율사거리              | 수락대로 석송로        | 예천군 | 감천면                                       |                      |
| 덕율교                  |                        | 예천군 | 감천면                                       |                      |
| 덕율1 교차로            | 국도 제28호선 (예영로) | 예천군 | 감천면                                       |                      |
| 포리 교차로             |                        | 예천군 | 감천면                                       |                      |
| (이름없음)              | 소백로                 | 예천군 | 감천면                                       |                      |
| 감천 교차로             | 국도 제28호선 (예영로) | 예천군 | 감천면                                       |                      |
| 대맥 교차로             | 국도 제28호선 (예영로) | 예천군 | 감천면                                       |                      |
| 유리 교차로             | 국도 제28호선 (예영로) | 예천군 | 감천면                                       |                      |
| 남산교                  |                        | 예천군 | 감천면                                       |                      |
| 칠기라재                |                        | 예천군 | 감천면                                       |                      |
|                         | 영주시                 | 장수면 |                                              |                      |
| 갈산교                  | 영주시                 | 장수면 |                                              |                      |
| 장수 교차로             | 영주시                 | 장수면 | 국도 제28호선 (예영로)                       |                      |
| 화기교                  | 영주시                 | 장수면 |                                              |                      |
| 장수 교차로 장수 나늘목 | 영주시                 | 장수면 | 국도 제28호선 (예영로) 제55호선 중앙고속도로 |                      |
| 장수로와 직결           |                        |        |                                              |                      |